# Potop

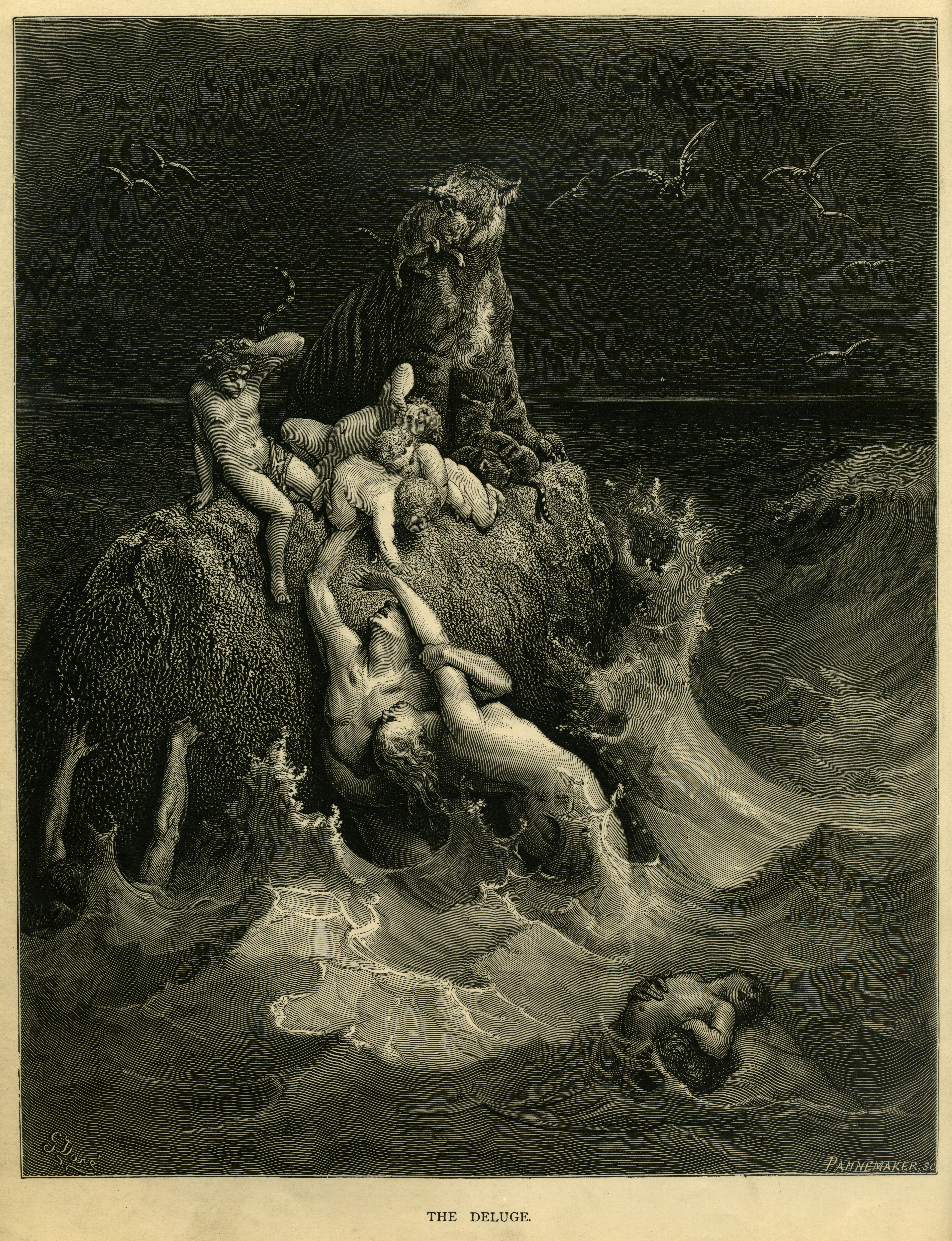
Gustave Doré, Potop

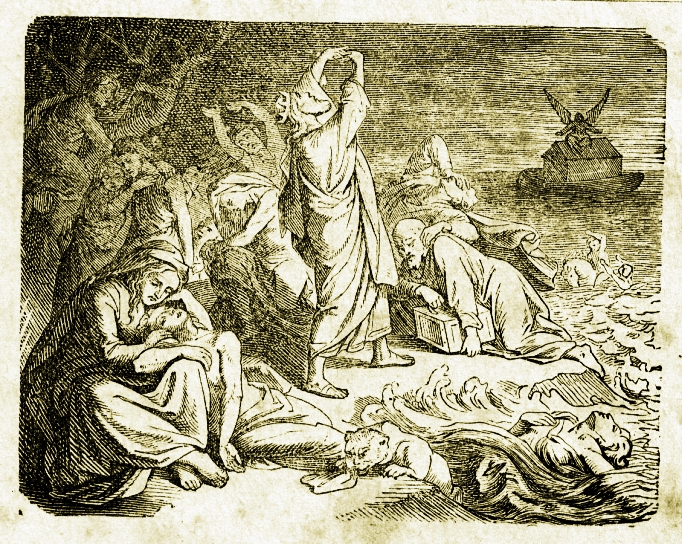
„Potop świata”. Rycina ze schrobenhausenowskiego
warsztatu Carla Poellath

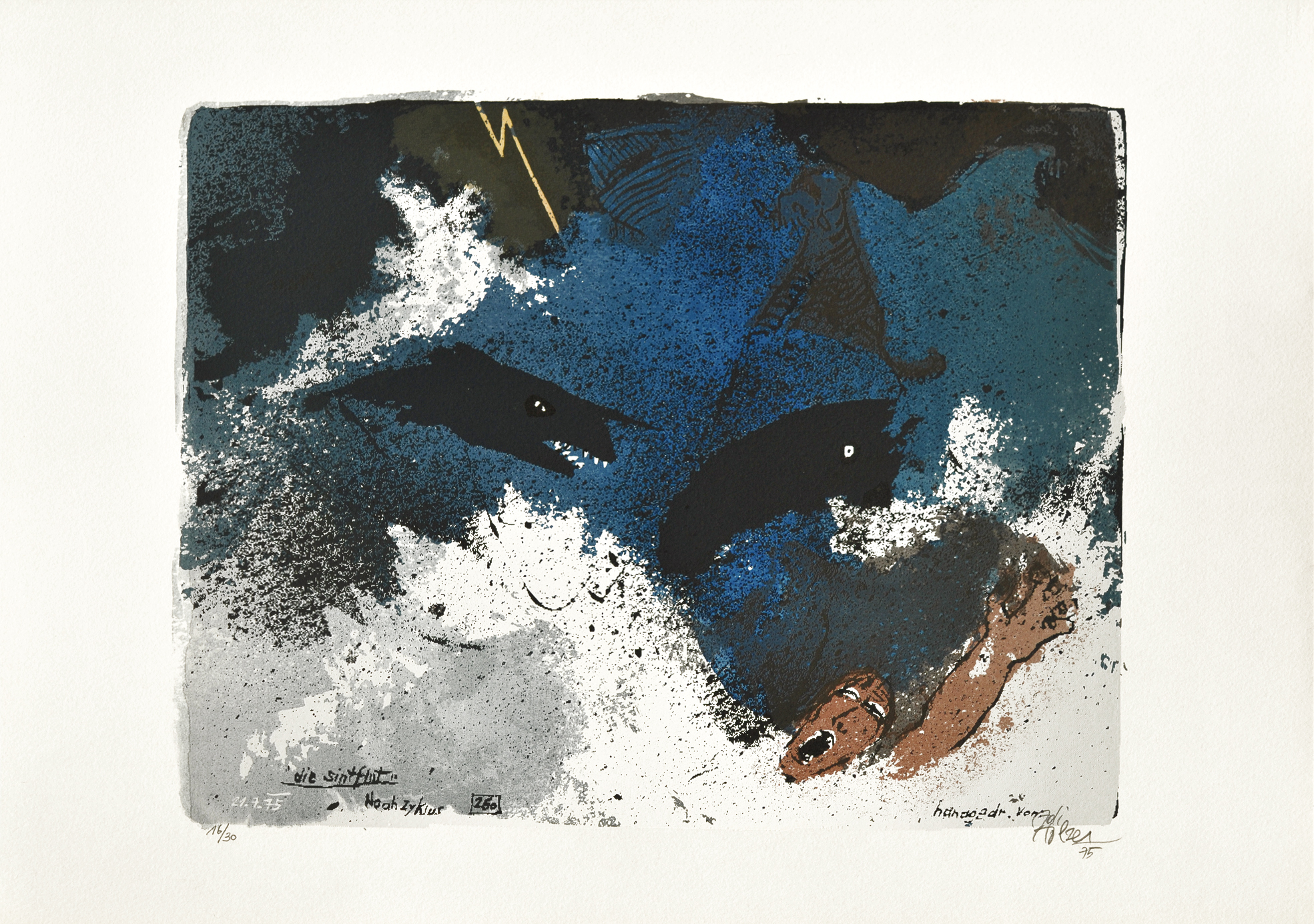
Adi Holzer, Potop

Potop – występująca w wielu dawno powstałych wierzeniach wielka powódź zesłana przez Boga lub bogów i obejmująca całą Ziemię. Najbardziej znana w Europie opowieść o potopie pochodzi z Biblii. Istnieje wiele podań o potopie znajdujących się w tradycji ludów ze wszystkich stale zamieszkanych kontynentów. Opowieści te niejednokrotnie różnią się od siebie w opisie kataklizmu, ale mają i elementy wspólne.

## Potop w kulturze europejskiej
W Europie znane są następujące podania o potopie: arkadyjskie, celtyckie, Romów transylwańskich, germańskie, rosyjskie, rzymskie, samotrackie i walijskie.

### Grecja

#### Mitologia grecka

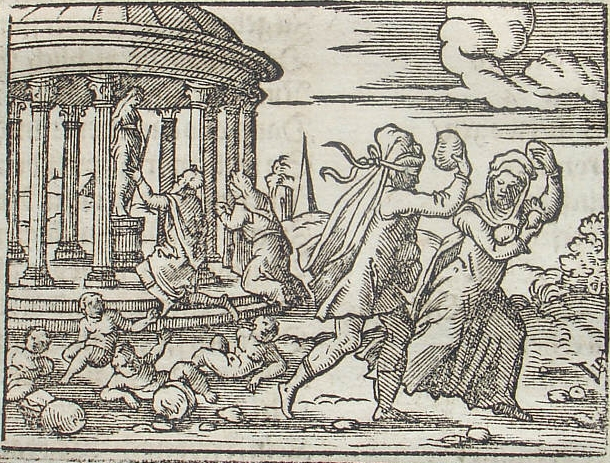
Deukalion i Pyrra zaludniający ponownie Ziemię

- Jednym z bardziej znanych europejskich podań o potopie jest to pochodzące z Grecji, którego bohaterami są Deukalion i Pyrra. Według tego podania król Likaon (Lykaon), aby sprawdzić wszechwiedzę bogów, nakarmił podróżującego po ziemi Zeusa ludzkim mięsem, a ten rozgniewany zesłał na ziemię potop. Uratowali się tylko Deukalion i Pyrra, którzy z porady Prometeusza zbudowali sobie specjalną skrzynię. Płynęli w niej przez 9 dni i przez 9 nocy, aż przybili do góry Parnas w Fokidzie. Wszyscy inni ludzie zginęli poza kilkoma, którzy schronili się w wysokich górach. Góry w Tesalii były podzielone i cały pozostały świat poza Istmusem i Peloponezem był przykryty wodą. Starsza wersja opowiedziana przez Hellanikusa określa miejsce lądowania „arki” Deukaliona jako górę Othrys w Tesalii. Inne podanie mówi o osadzeniu na szczycie, prawdopodobnie Phouka, w Argolidzie, o późniejszej nazwie Nemea. Gdy deszcze ustały, Deukalion złożył ofiarę Zeusowi. Po potopie Deukalion i Pyrra, przerażeni swą samotnością, udali się do wyroczni bogini Temidy, która nakazała rzucać im za siebie kości matki. Staruszkowie zaczęli rzucać kamieniami – kośćmi Ziemi-matki. Z kamieni rzuconych przez Deukaliona wyrastali mężczyźni, z kamieni zaś Pyrry kobiety. Inne stworzenia spłodziła po obfitym deszczu sama żyzna ziemia. Apollodoros z Aten podaje to jako etymologię dla greckiego laos (ludzie), które miało jakoby pochodzić od laas (kamień). Megaryci opowiadali, że Megaros, syn Zeusa, uciekł przed powodzią Deukaliona dopływając do szczytu góry Gerania, kierowany przez krzyk żurawi[4].

- Ogyges, Ogygus Nazwa „potop ogygiański” pochodzi stąd, że wystąpił on w czasie Ogygesa[5], mitycznego króla Attyki. Ogyges oznacza „pierwotny”, „najwcześniejszy świt”. Inni mówili, że był on założycielem i królem Teb. Władał nad beockim ludem Hektenów. Jego ojcem miał być Bojotos lub Posejdon; według mitów attyckich był zięciem Okeanosa, a ojcem Eleusis. Za jego czasów wylało jezioro Kopais[6]. Potop ogygiański pokrył cały świat i dokonał tak wielkiego zniszczenia, że w kraju nie było królów aż do panowania Kekropsa[7]. Platon w III księdze Praw szacował, że potop ten wystąpił 10 000 lat przed jego czasami.

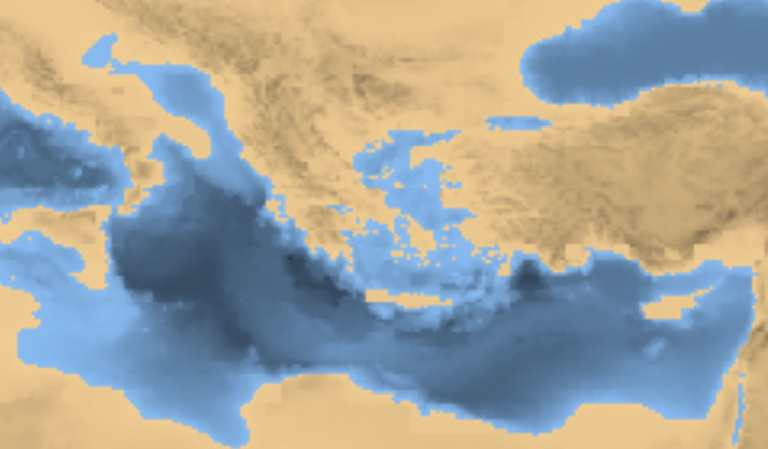
Hipotetyczna mapa wschodniego obszaru Morza Śródziemnego i Grecji w 10000 p.n.e.

Także w Timajosie (22) i w Kritiaszu (111–112) opisuje „wielki potop wszystkich” w czasie dziesiątego millenium p.n.e. W tym ostatnim dziele dodatkowo pojawia się stwierdzenie, że „dużo wielkich potopów miało miejsce w ciągu dziewięciu tysięcy lat”, odkąd Ateny i Atlantyda stały się znaczące.
- Inną grecką wzmianką o potopie jest podanie o Dardanosie.

### Irlandia
Irlandzka księga Lebor Gabála Érenn jest kompilacją podań o przeszłości Irlandii, zawierającą m.in. informacje o potopie i opisującą kolonizację Zielonej Wyspy przez potomków Noego.

### Skandynawia
Sagi zawierają mit o potopie, który nastąpił w czasach, kiedy nie istniały jeszcze karły ani ludzie. Według tych mitów synowie Borra (Odyn, Wili oraz We) postanowili zabić Ymira, swojego praojca, aby z jego krwi utworzyć morza i jeziora, jednak krew (lub też zimna woda), która trysnęła, gdy dokonali planowanego przez siebie czynu, była nadspodziewanie obfita i spowodowała wielki potop, w którym zginęło całe „Pierwsze Pokolenie Olbrzymów”. Wszystkie olbrzymy uciekały w góry lub do jaskiń, starając się schronić przed niebezpieczeństwem. Jedynie Bergelmir („Mruczący jak Niedźwiedź” lub „Wołający w Górach”), syn Trudgelmera (Þrúðgelmir), a wnuk Aurgelmira lub Ymira, ocalał wraz z żoną i dziećmi chroniąc się w statku - „ludrze” wykonanym z szuflady do przechowywania mąki. Inna wersja mówi o tym, że wczołgali się do dziury wydrążonego pnia drzewa. Fale miotały nimi przez wiele dni, aż w końcu dotarli do samotnej skały na rubieżach świata. Z ciała Ymira powstał świat, w którym obecnie żyjemy, a z jego krwi powstały oceany. Rodzina Bergelmira dała początek „Drugiemu Pokoleniu Olbrzymów”, osiedlając się w Jotunheimie. Od czasu tej zagłady olbrzymy stały się zaciekłymi nieprzyjaciółmi bogów.
Mitolog Brian Branston zwrócił uwagę na podobieństwo pomiędzy mitem skandynawskim a wydarzeniem opisanym w anglosaskim poemacie Beowulf, który według tradycji był utożsamiany z biblijnym potopem. Istniał zatem prawdopodobnie porównywalny incydent zarówno w szerszej germańskiej mitologii, jak i w mitologii anglosaskiej.

## Potop w kulturze ludów azjatyckich

### Bliski Wschód

#### Wersja sumeryjska
Sumeryjska wersja opowieści o potopie zachowała się na czterech fragmentach jednej uszkodzonej tabliczki. Ocalała jedynie jedna trzecia pierwotnego tekstu. Z powodu luk w utworze nie wiadomo, dlaczego na zgromadzeniu bogów podjęto decyzję o wygubieniu ludzkości przez zesłanie potopu. Wiadomo jedynie, że niektórzy z bogów żałowali tego, co zaplanowano. Przychylny ludziom bóg Enki udał się do miasta Szuruppak, aby ostrzec oddanego mu bogobojnego króla Ziusudrę o zbliżającym się kataklizmie. Po kolejnej luce w tekście następuje opis potopu:
„Wszystkie niszczycielskie wichury i nawałnice sunęły razem ławą,

potop przetoczył się wraz z nimi nad stolicami.

Po siedmiu dniach i nocach,

po potopie, który przeszedł przez kraj Sumeru,

a zły wicher zakołysał arką na wielkiej wodzie,

(bóg słońca) Utu pojawił się roztaczając światło na niebo i ziemię.

Ziusudra przebił otwór (w ścianie) arki

i dał promieniom Utu zabłysnąć w jej wnętrzu.

(Wówczas) król Ziusudra

padł na twarz przed Utu [...]

Król ubił liczne woły i wiele owiec (na ofiarę dziękczynną)”
Utwór kończy epilog, w którym bogowie obdarzają ocalonego z potopu Ziusudrę życiem wiecznym.

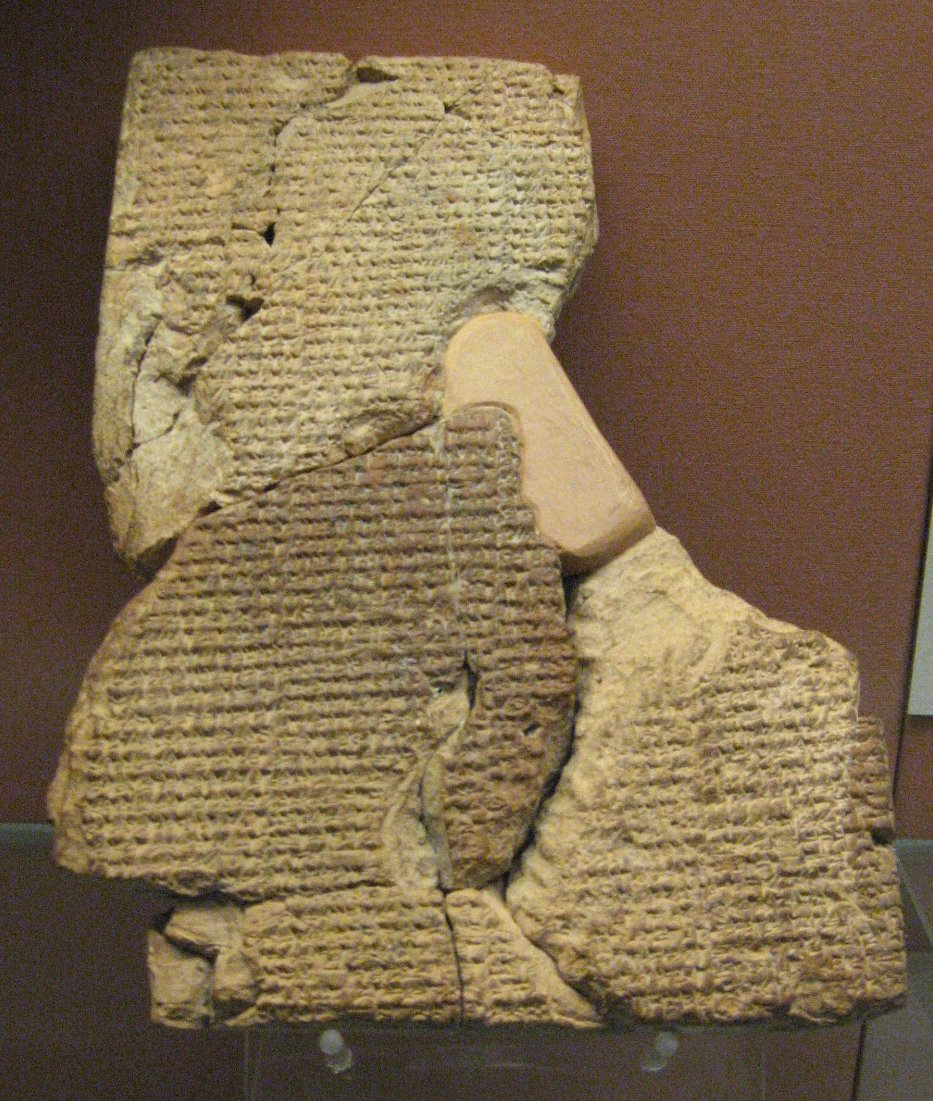
jedna z tabliczek z „Eposem o Atra-hasisie”; zbiory British Museum

#### wersja z„Eposu o Atra-hasisie”
Kolejną wersję opowieści o potopie odnajdujemy w akadyjskim „Eposie o Atra-hasisie”, pochodzącym z okresu starobabilońskiego (XVIII-XVII w. p.n.e.). Mit ten mówi o stworzeniu ludzi, którzy mieli wyręczać w ciężkiej pracy buntujących się bogów, następnie o zesłaniu na niesforną, nadmiernie rozmnażającą się ludzkość potopu dla zmniejszenia populacji oraz o uratowaniu z tej katastrofy Atra-hasisa, jego rodziny i zwierząt.
Opis potopu w „Eposie o Atra-hasisie” brzmi następująco:
„Pogoda zmieniła swe oblicze,

naraz w chmurach Adad zagrzmiał.

Gdy tylko usłyszeli głos boga,

przynieśli asfalt, by uszczelnić wejście [do statku].

Skoro tylko (Atra-hasis) zamknął wejście,

Adad zagrzmiał w chmurach,

wiatr zawył dziko w swoich porywach.

(Atra-hasis) odciął linę, statek uwolnił.

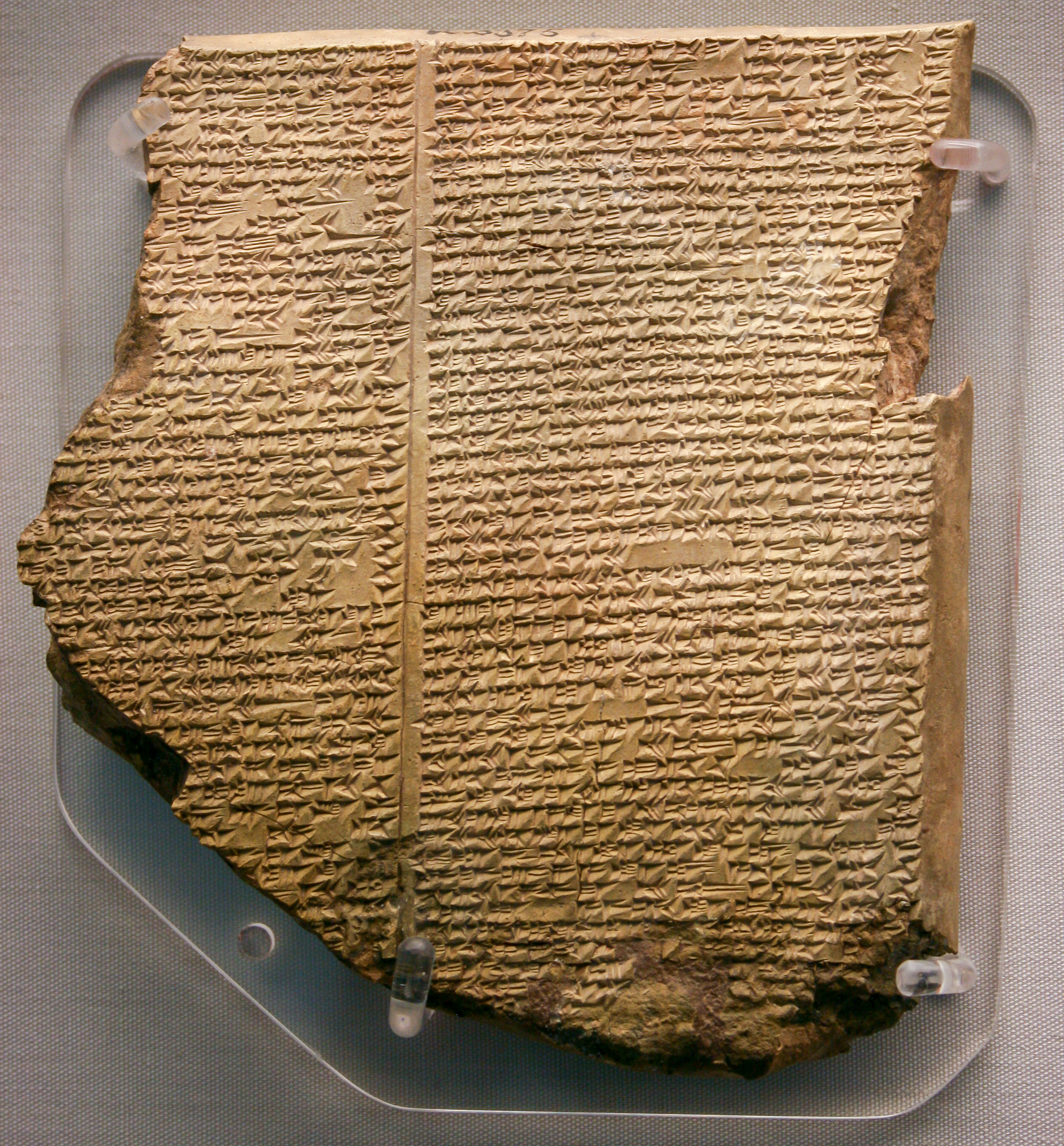
XI tabliczka „Eposu o Gilgameszu” z opisem potopu; zbiory British Museum

[tekst uszkodzony]

[Nie] mógł zobaczyć brat brata,

[nie] byli rozpoznawalni w katastrofie,

[...]

Przez siedem dni i siedem nocy

szły wiatry, nawałnica i (potop).

[tekst uszkodzony]

Bog[owie wąchali] zapach,

[jak muchy] nad ofiarą (Atra-hasisa) się zebrali”

#### wersja z„Eposu o Gilgameszu”
Najbardziej znany wariant pochodzi z XI tabliczki babilońskiego Eposu o Gilgameszu, gdzie bohater uratowany z potopu nosi imię Utnapisztim. Wraz z żoną byli jedynymi ludźmi, którzy ocaleli z potopu sprowadzonego na świat przez boga Enlila. Ostrzeżony przez boga Ea (odpowiednika sumeryjskiego boga Enki) o zbliżającym się potopie, Utnapisztim zbudował statek, na którym pomieścił swoją rodzinę i dobytek oraz rośliny i zwierzęta wszystkich gatunków. W ten sposób znaleźli schronienie w czasie potopu, który nastąpił. Przyczyny potopu są nieznane („do uczynienia potopu zachęciło bogów ich serce”). Można natomiast wnioskować z gniewnej przemowy Ea do Enlila po ustaniu klęski, że stało się tak wskutek nadmiernego rozmnożenia się ludzi, którzy zagrażali spokojowi bogów. Ponownie mamy przemowę do ścian chaty, podanie rodakom fałszywych przyczyn budowy arki i siedmiodniowy potop. Ta wersja jest znacznie dramatyczniejsza i bardziej szczegółowa niż znana nam z tabliczki sumeryjskiej. Po zalaniu ziemi przez wody potopu arka zatrzymuje się na górze Nisir, po siedmiu dniach Utnapisztim wypuszcza gołębia, który powraca jednak wyczerpany, nie mogąc znaleźć miejsca na spoczynek. Jaskółka także nie może znaleźć suchego lądu. Dopiero wypuszczony kruk znajduje ląd („jadł, grzebał, fruwał i nie powrócił”). Przybiwszy do lądu, złożył ofiary, wypuścił wszystkie zwierzęta i zasadził wszystkie rośliny. Po potopie bogowie żałowali zniszczenia, którego się dopuścili i dlatego obdarzyli Utnapisztima z żoną nieśmiertelnością. Dali oni również na nowo początek rodzajowi ludzkiemu.

#### wersjaBerossosa
Babiloński kapłan Berossos, żyjący w III w. p.n.e., w swoim trzytomowym dziele „Babyloniaka” przytacza historię o potopie, której bohaterem jest Ksisutros. Bohater ten, ostrzeżony o potopie przez boga Kronosa, ratuje swoją rodzinę, przyjaciół i zwierzęta na statku, który sam zbudował. Gdy wody potopu zaczynają opadać, wypuszcza ptaki, aby sprawdzić, na ile wody ustąpiły. Trzecia grupa ptaków nie powraca. Ksisutros opuszcza statek wraz z żoną, córką i sternikiem, składa razem z nimi ofiary bogom, a następnie wszyscy oni znikają. Pozostali pasażerowie statku również go opuszczają i udają się pieszo do Babilonu, pozostawiając statek spoczywający w górach Armenii.

#### wersja biblijna

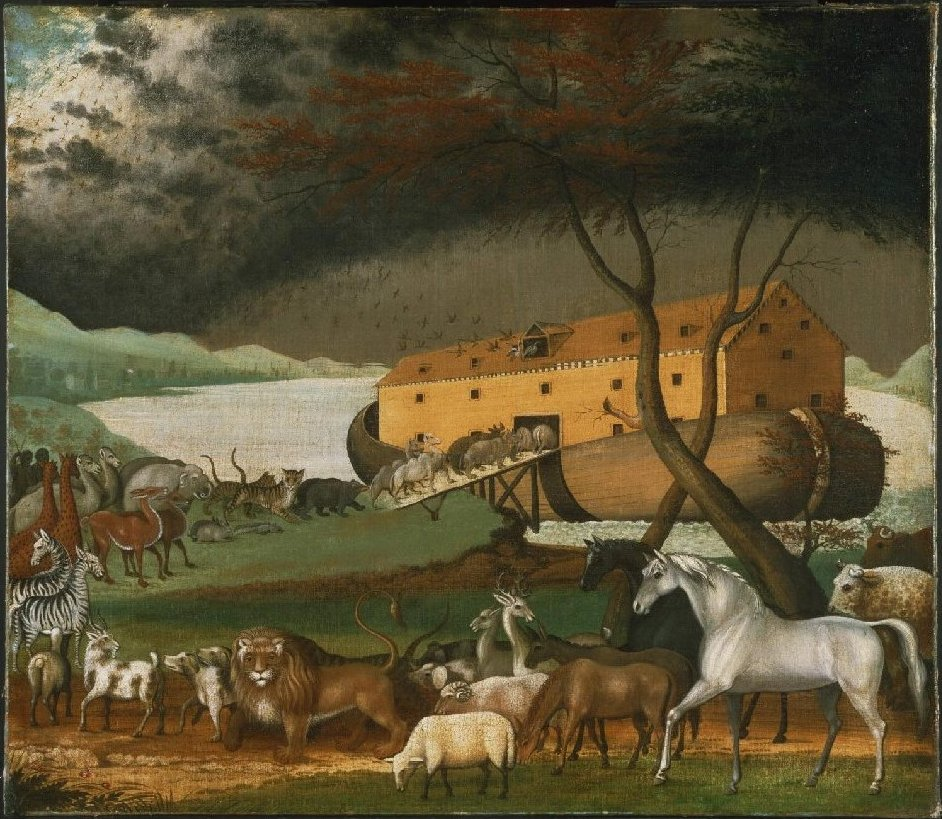
Zwierzęta wchodzące do Arki, obraz Edwarda Hicksa.

Najbardziej znanym na świecie opisem potopu jest biblijny, zawarty w rozdziałach 6-9 Księgi Rodzaju. Przyczyna potopu wraz z krótką ilustracją stosunków panujących przed tym wydarzeniem opisane są następująco:

A kiedy ludzie zaczęli się mnożyć na ziemi, rodziły im się córki. Synowie Boga, widząc, że córki człowiecze są piękne, brali je sobie za żony, wszystkie, jakie im się tylko podobały. Wtedy Bóg rzekł: Nie może pozostawać duch mój w człowieku na zawsze, gdyż człowiek jest istotą cielesną; niechaj więc żyje tylko sto dwadzieścia lat. A w owych czasach byli na ziemi giganci; a także później, gdy synowie Boga zbliżali się do córek człowieczych, te im rodziły. Byli to więc owi mocarze, mający sławę w owych dawnych czasach. Kiedy zaś Pan widział, że wielka jest niegodziwość ludzi na ziemi i że usposobienie ich jest wciąż złe, żałował, że stworzył ludzi na ziemi, i zasmucił się. Wreszcie Pan rzekł: Zgładzę ludzi, których stworzyłem, z powierzchni ziemi: ludzi, bydło, zwierzęta pełzające i ptaki powietrzne, bo żal mi, że ich stworzyłem. [Tylko] Noego Pan darzył życzliwością. Oto dzieje Noego. Noe, człowiek prawy, wyróżniał się nieskazitelnością wśród współczesnych sobie ludzi; w przyjaźni z Bogiem żył Noe. A Noe był ojcem trzech synów: Sema, Chama i Jafeta. Ziemia została skażona w oczach Boga. Gdy Bóg widział, iż ziemia jest skażona, że wszyscy ludzie postępują na ziemi niegodziwie, rzekł do Noego: Postanowiłem położyć kres istnieniu wszystkich ludzi, bo ziemia jest pełna wykroczeń przeciw mnie; zatem zniszczę ich wraz z ziemią.

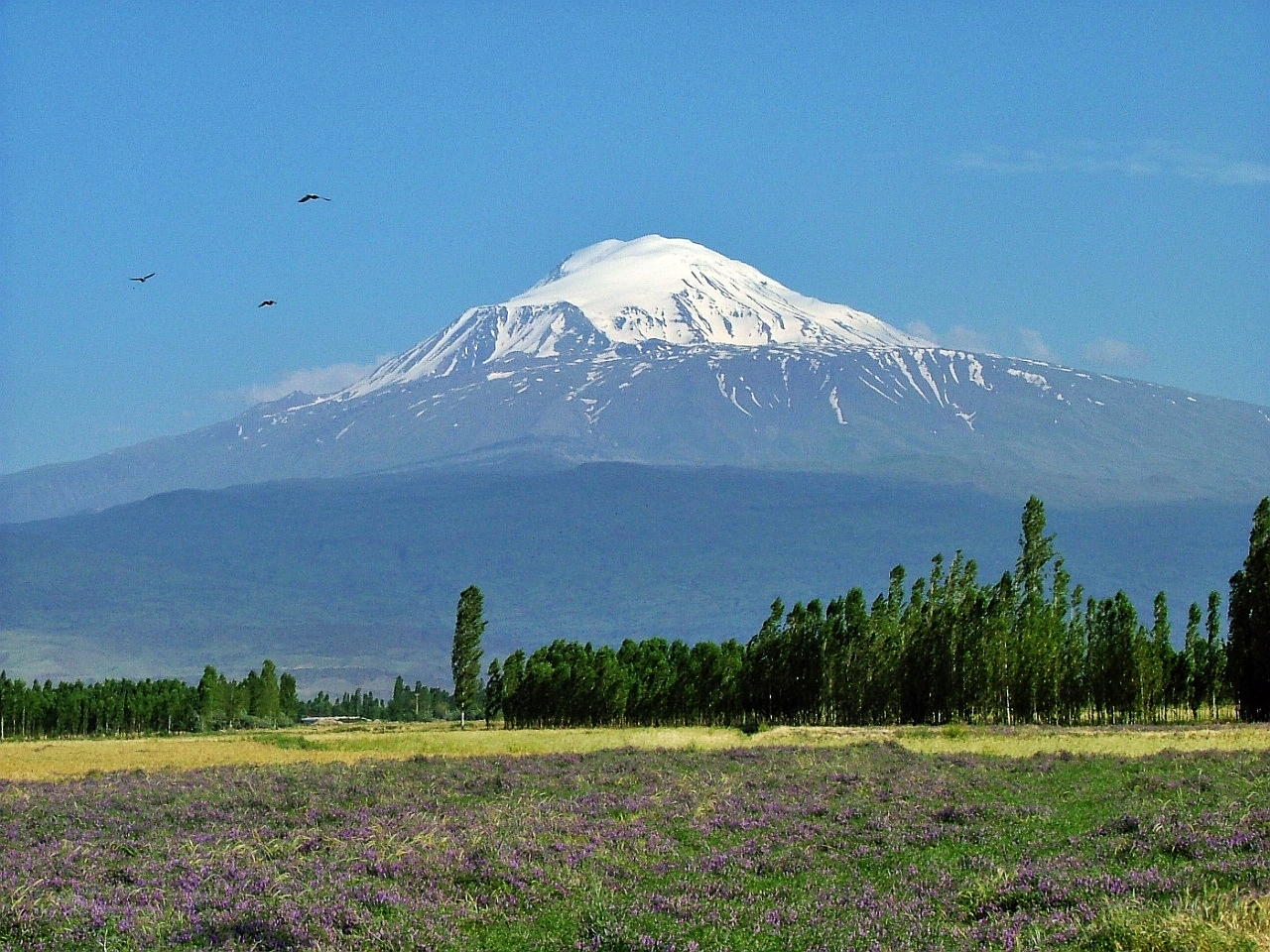
Góra Ararat – jedno z miejsc związanych z podaniem o wielkim potopie.

Dalej znajduje się opis tego, jak Bóg nakazał Noemu przygotowanie arki:

Ty zaś zbuduj sobie arkę z drzewa żywicznego, uczyń w arce przegrody i powlecz ją smołą wewnątrz i zewnątrz. A oto, jak masz ją wykonać: długość arki - trzysta łokci, pięćdziesiąt łokci jej szerokość i wysokość jej - trzydzieści łokci. Nakrycie arki, przepuszczające światło, sporządzisz na łokieć wysokie i zrobisz wejście do arki w jej bocznej ścianie; uczyń przegrody: dolną, drugą i trzecią. Ja zaś sprowadzę na ziemię potop, aby zniszczyć wszelką istotę pod niebem, w której jest tchnienie życia; wszystko, co istnieje na ziemi, wyginie, ale z tobą zawrę przymierze. Wejdź przeto do arki z synami twymi, z żoną i z żonami twych synów. Spośród wszystkich istot żyjących wprowadź do arki po parze, samca i samicę, aby ocalały wraz z tobą od zagłady. Z każdego gatunku ptactwa, bydła i zwierząt pełzających po ziemi po parze; niechaj wejdą do ciebie, aby nie wyginęły. A ty nabierz sobie wszelkiej żywności - wszystkiego, co nadaje się do jedzenia - i zgromadź u siebie, aby była na pokarm dla ciebie i na paszę dla zwierząt. I Noe wykonał wszystko tak, jak Bóg polecił mu uczynić.

Noe - (hebr. נוח) syn Lameka zgodnie z Bożym nakazem zbudował arkę i schronił się w niej wraz z żoną, trzema synami oraz ich żonami.
Bóg nakazał Noemu zabrać na nią również zwierzęta lądowe i ptaki, by te mogły ocaleć.
Zgodnie z tym nakazem Noe zgromadził wszelkiego rodzaju żywność dla swej rodziny i dla zwierząt, z których wprowadził do arki po samcu i samicy z każdego rodzaju (przy czym zwierząt „czystych” wziął po siedem par).
Gdy Arka została ukończona, Bóg zesłał na ziemię wielki potop. Nieustanny deszcz podniósł poziom wody tak, że zakryła ona nawet najwyższe góry. Po 40 dniach deszcz przestał padać. Noe wraz z rodziną przetrzymał opady deszczu na arce przez 40 dni i 40 nocy i dryfował po oceanie przez następne 150 dni (Rdz 7,17-24, Rdz 8,3. Miesiąca siódmego, siedemnastego dnia miesiąca arka osiadła na górach Ararat. (Rdz 8,4). Woda nadal ustępowała. Czterdzieści dni po tym, jak dziesiątego miesiąca ukazały się szczyty gór, Noe wypuścił najpierw kruka, aby sprawdził czy woda już opadła. Później wypuszczał gołębicę, która przyniosła mu w dziobie gałązkę drzewa oliwnego, a następnie, gdy nie wróciła do arki, Noe stwierdził, że wody już opadły. Noe zszedł na ląd i złożył Panu ofiary z czystego bydła i czystego ptactwa.

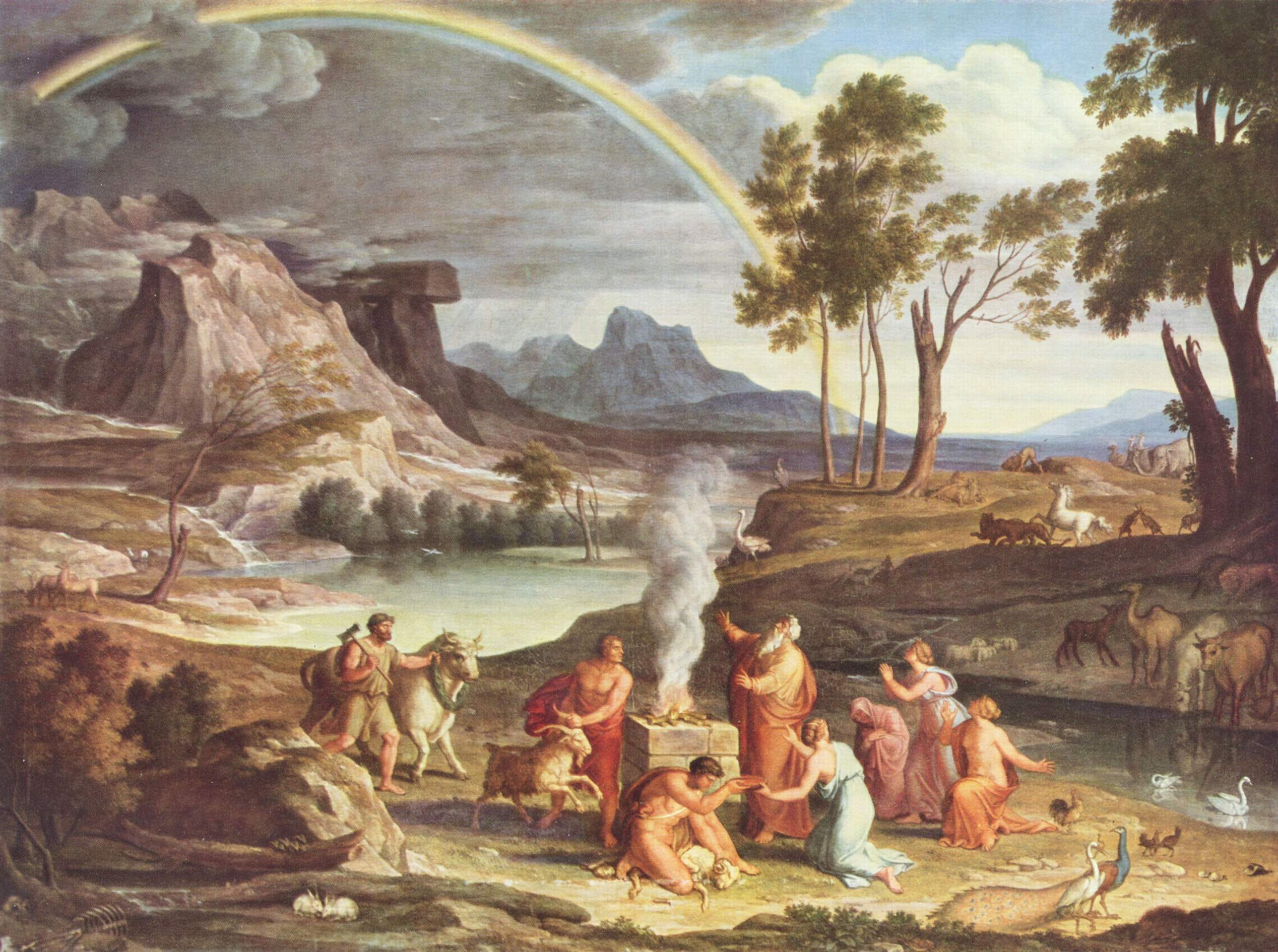
Noe po ocaleniu

Po zakończeniu potopu Bóg powiedział w swym sercu: „Już nigdy nie będę przeklinał ziemi z powodu człowieka, gdyż myśli serca ludzkiego są złe od młodości jego” (Księga Rodzaju 8:21, Biblia warszawska). Tak więc potop usunął przedpotopową ludzkość jako całość nie posiadającą perspektywy nawrócenia, całość która była skażona całkowicie i dogłębnie, ale sam potop nie rozwiązał problemu grzechu w sercu człowieka. Bóg jednak zapowiadał rozwiązanie także tego problemu.
Bóg obiecał nie sprowadzać więcej potopu z powodu człowieka i na znak przymierza rozciągnął na niebie łuk - tęczę. Cała wcześniejsza ludzkość została zniszczona. Noe, jego rodzina i zwierzęta z arki na nowo zapełnili ziemię.
- Tak jak w podaniach niektórych innych ludów, tak i w Biblii wspomina się o złych mocarzach – nefilimach w kontekście potopu.
- Niektórzy publicyści twierdzili, że wrak arki został zlokalizowany na podstawie zdjęć satelitarnych w górskim lodowcu, i podejmowane są próby dotarcia do niego, utrudnione przez niedostępność miejsca.

##### Krytyka biblijna
Według teorii źródeł opowieść o potopie, którą znamy z Biblii, jest najprawdopodobniej połączeniem wersji dwóch różnych umownych, nie znających się wzajemnie autorów, którym nadano imiona: Jahwista oraz Kapłan. Taka hipoteza stanowi według tej teorii wiarygodne wyjaśnienie sprzeczności, jakie mają się jakoby znajdować w tym fragmencie Biblii dość często.
Według tej teorii rozbieżności widać we fragmencie mówiącym o tym, że Noe miał wziąć na Arkę po parze wszystkich zwierząt a innym, mówiącym, że miał wziąć:
- po siedem zwierząt czystych każdego rodzaju i każdej płci (tak podaje Świderkówna [26] ), choć z niektórych tłumaczeń można także zrozumieć, że po siedem zwierząt każdego rodzaju, w tym samce i samice.
- podobnie po siedem ptaków każdego rodzaju i każdej płci (znów - być może po 7 każdego rodzaju, w tym samce i samice)
- po parze nieczystych.

Być może różnica co do ilości zwierząt wziętych przez Noego wynika z tego, iż według relacji jednego z autorów Biblii człowiek na tym etapie żywił się wyłącznie roślinami (Rdz 1:29), stąd Noemu wystarczyło po parze każdego zwierzęcia. Drugi zaś autor wziął pod uwagę to, że rodzina Noego będzie zjadała zwierzęta czyste i w jego wersji Noe bierze po 14 (ewentualnie 7) zwierząt czystych. Jednak ten autor, w relacji którego Noe bierze po parze wszystkich zwierząt, również zna podział na zwierzęta czyste i nieczyste, o czym świadczy Księga Rodzaju 7,8-9.
- Noe składa Jahwe ofiarę całopalną, zaś Jahwe obiecuje sobie w sercu, iż już nigdy nie ukarze ziemi potopem (źródło jahwistyczne);
- Bóg wygłasza ważne przemówienie, w którym m.in. przeznacza mięso zwierząt na żywność człowieka (wcześniej u tego autora człowiek żywił się roślinami) i zawiera z Noem przymierze (źródło kapłańskie).

##### Odrzucenie krytyki
Interpretacja, która nie zakłada sprzeczności w tekście biblijnym polega na tym, że werset 6:19 uważa się jako opis sposobu, w jaki zwierzęta mają wchodzić do Arki. 7:2-3 opisuje natomiast liczbę zwierząt, jakie do arki wprowadził Noe.
Jest ona uznawana głównie przez denominacje protestanckie, przede wszystkim ewangeliczne.

### Środkowy Wschód

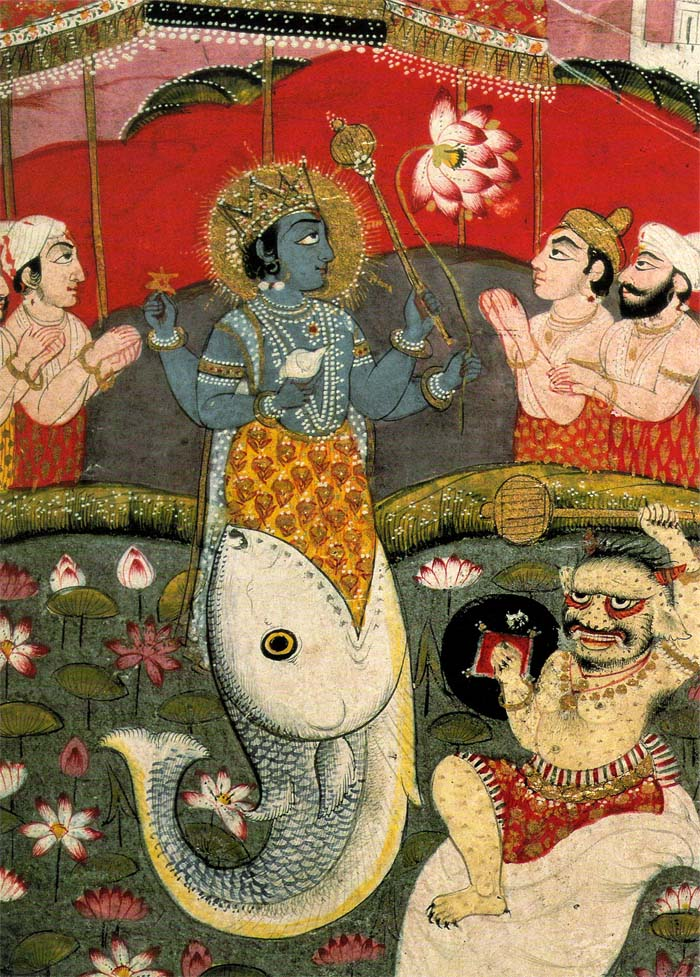
Inkarnacja Wisznu w rybie

#### Indie
W Indiach zapis o potopie odnajdujemy w Matsja Purana (Matsja - sanskr. Ryba) - pierwszym i najstarszym tekście hinduistycznym (opowiadającym w głównej mierze historię pierwszego wcielenia Wisznu w formie ryby), a także w innym starym tekście Shatapatha Brahmana (I-8, 1-6). Pan Matsja stanowi wcielenie Wisznu, w którym ostrzegł on protoplastę ludzkiego rodu, króla legendarnej Drawidy, który jest synem mędrca Wiwaswata lub zarazem synem „Boga Słońca” Surji, pobożnego Stayavatę znanego później jako Manu przed zbliżającym się kataklizmem. Manu mył ręce w rzece, gdy mała rybka wpłynęła do jego dłoni i błagała go, aby ocalił jej życie, chroniąc przed większymi rybami. Włożył ją do dzbana, który szybko stał się dla niej za mały. Przenosił ją kolejno do misy, zbiornika, rzeki i w końcu do oceanu. Wtedy ryba ostrzegła go, że za tydzień nastąpi potop, który zniszczy wszelkie życie. Manu, zwany „Ojcem wszystkich Ariów”, schronił się wraz z rodziną i siedmioma mędrcami, synami Angirasa, do zbudowanego w pośpiechu okrętu. Przed zagładą ocalił nasiona wszelkich roślin, przedstawicieli wszystkich gatunków żywych stworzeń oraz Wedy, święte księgi hinduizmu objawione mu przez Matsję wraz z normami nowej aryjskiej lub wedyjskiej drogi życia. Wisznu-Ryba powiózł okręt, przytroczony do własnego rogu, na bezpieczną wyspę, czy też górę Himalaja. Inną inkarnacją Wisznu związaną z potopem jest żółw Kurma.

### Azja Południowo-Wschodnia
W tym regionie Azji podania te występują na Filipinach, w Wietnamie, u ludu Miao.

### Chiny
Według mitologii chińskiej w odległej przeszłości bóg Gonggong, rozwścieczony po przegranej z bogiem Zhuanxu walce o władzę, uderzył głową w górę Buzhou. Złamał w ten sposób jeden z filarów świata, sprawiając że ziemia przechyliła się i została pochłonięta przez kosmiczny kataklizm. Rozgorzał dziki ogień i nastąpiła wielka powódź. Świat uratowała Nüwa, podpierając go w miejscu pękniętej góry pięcioma stopionymi kolorowymi kamieniami oraz nogą wielkiego żółwia Ao. Odtworzyła również ludzkość lepiąc z gliny nowych ludzi.
Akcja innego chińskiego podania o potopie rozgrywa się w czasach panowania legendarnego cesarza Shuna. Rzeki Państwa Środka miały wówczas wystąpić z brzegów, zalewając cały kraj i zmuszając szukających ratunku przed nieokiełznanym żywiołem ludzi do ucieczki w górzyste regiony. Wody potopu zwalczył Yu, regulując system rzeczny budową kanałów, grobli i sztucznych jezior.

### Daleki Wschód
Można wyróżnić co najmniej dwa rodzaje podań o potopie występujące w Korei. Według jednego typu podania z potopu uratowało się rodzeństwo - brat z siostrą, którzy płynąc na pniu wielkiego drzewa dobili do szczytu wysokiej góry. Nie współżyli ze sobą aż do momentu otrzymania znaku z Nieba. Wydarzenie stanowiące oczywisty znak polegało na tym, że gdy pewnego razu staczali z góry kamienie na żarna to oba te kamienie spoczęły na sobie u podstawy góry chociaż jedno staczało kamień z zachodniego a drugie ze wschodniego zbocza. W wyniku tego stali się małżeństwem i mieli wiele potomstwa. Drugi typ podania jest bardziej rozbudowany. Bohaterem jest dobry chłopiec Mok Dorjong, syn niebianki i wielkiego drzewa laurowego. Ojciec pomaga synowi uratować się z potopu. Mok Dorjong, płynąc na drzewie laurowym, ratuje z wód mrówki, komary, a także innego chłopczyka. Potem dopływają do szczytu góry, na której mieszka kobieta wraz z rodzoną i przybraną córką. Ponieważ z powodzi nie uratował się już nikt więcej, kobieta postanawia wydać córki za chłopców. Dla swojej rodzonej córki chce jednak wybrać lepszego męża. Mok Dorjongowi w zadaniu pomagają uratowane przez niego mrówki, które oddzieliły dla niego proso od piasku oraz owady, które po ciemku doprowadzają go do jego wybranki. Drugiemu chłopcu mimo podstępu przypada przybrana córka. Obie pary doczekały się wielu potomków oraz żyły długo i szczęśliwie.
Podania o potopie występują także u innych ludów azjatyckich oprócz tych wymienionych powyżej.

## W Afryce
W Afryce podania o potopie odnotowano w Kamerunie oraz u ludów: Basonge, Kikuju z Kenii, Komililo Nandi, Masajów, Pigmejów, Kwaya z Tanzanii, Mandingo z Wybrzeża Kości Słoniowej oraz Ababua, Bakongo i Bena-Lulua z Zairu, Efik-Ibibio i Ekoi z Nigerii.
- Joruba z Nigerii opowiadają tę historię w następujący sposób[31]:

Po tym jak bóg Ifa zmęczony powrócił do Obatali w niebie, ludzie, nie mając jego pouczeń, nie potrafili rozpoznawać woli bogów. Olokun w przypływie gniewu zniszczyła prawie wszystkich z pomocą powodzi.
Bóg Obatala stworzył ludzi i wszyscy inni bogowie oprócz bogini Olokun byli z tego powodu szczęśliwi. Olokun - władczyni wszystkiego pod niebem, nie podobało się to, że Obatala zawłaszczył dla siebie tak dużą część jej królestwa i zalała ziemię. Wielu ludzi utonęło, a przetrwali tylko ci, którzy dotarli do najwyższych punktów ziemi. Tam spotkali boga Eszu, który akurat wizytował ziemię. Bóg ów zgodził się (pod warunkiem złożenia Obatali oraz jemu ofiar) zanieść wieść o tych wydarzeniach do nieba. Ludzie ofiarowali bogom kozy i Eszu dostarczył wiadomość. Usłyszał o tym Orunmila i po spuszczeniu złotego łańcucha i wypowiedzeniu wielu zaklęć spowodował, że powódź ustąpiła.

## W Amerykach

### Ameryka Północna

#### Atabaskowie
Mit tego ludu opowiada o tym, jak podczas srogiej zimy zwierzęta, chcąc się ogrzać, skradły worek z ciepłem, jaki znajdował się w posiadaniu niedźwiedzia (ówczesnego pana nieba). Pewnego wieczora mała myszka przez swoją lekkomyślność spowodowała, że w worze powstał otwór, z którego wydostało się ciepło i roztopiło śniegi tak, że błyskawicznie powstała powódź, która zakryła nawet najwyższe góry. Przewidział to stary Indianin o imieniu Etsie, ale nie chciano go słuchać. Etsie namawiał aby zbudować wielką łódź, ale został wyśmiany. Uratował się tylko Etsie oraz po parze wszelkich stworzeń, które ze sobą zabrał. Będąc w łodzi Etsie wypuścił gołębia, który wracając przyniósł w dziobie gałązkę jedliny.

#### Aztekowie
Jedno z podań głosi, że piramida w Choluli została wybudowana przez siedmiu gigantów, którzy uciekli przed potopem. Miała posłużyć za ratunek przed mogącym się powtórzyć kataklizmem. Przywódcą tej grupy miał być Xelhua, który wraz z pozostałymi wspiął się w tamtym czasie na górę deszczowego boga Tlaloca. W indiańskim języku nahutal miasto nosiło nazwę cholöllan lub chol-öl-tlan. Co oznacza „miejsce ucieczki, w którym spada woda”. Wierzono, że wyłamanie kamieni z piramidy doprowadzi do
błyskawicznej powodzi.

#### Kaddo
W mitologii Kaddo cztery potwory wzrastały rozmiarem i potęgą tak, że aż dosięgnęły nieba. W tym czasie człowiek usłyszał, że ma wyhodować pustą w środku trzcinę. Uczynił tak, a trzcina w bardzo krótkim czasie urosła ogromnie. Człowiek wkroczył do wnętrza trzciny wraz ze swoją żoną i z parami ze wszystkich dobrych stworzeń. Wody podnosiły się i pokryły wszystko oprócz szczytu trzciny i oprócz głów potworów. Następnie żółw wodny zabił potwory, podkopując ziemię pod nimi. Wody opadły, a wiatry wysuszyły ziemię.

#### Hopi

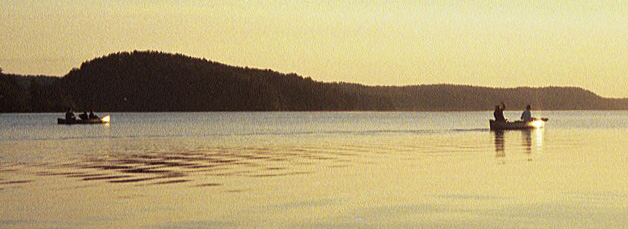
Jezioro Saganaga

W mitologii ludu Hopi ludzie raz za razem oddalali się od stworzyciela Sotuknanga. On zniszczył świat za pomocą ognia, a potem poprzez mróz i za każdym razem wywodził ludzkość na nowo od tych, którzy wciąż byli posłuszni prawom stworzenia, a którzy przetrwali, kryjąc się pod ziemią. Także za trzecim razem ludzie stali się zepsuci i skorzy do wojny. Dlatego Sotuknang poprowadził ludzi do Kobiety - Pająka, a ona ucięła olbrzymie trzciny i ukryła ich w pustym wnętrzu tych trzcin. Potem Sotuknang spowodował wielką powódź i ludzie unosili się na wierzchu wody w swoich trzcinach. Trzciny przybiły do małego skrawka lądu, na który ludzie wyszli z taką ilością jedzenia, jaką mieli na początku. Ludzie wędrowali w swoich kanoe kierowani swoją wewnętrzną mądrością (która jak powiadają przychodzi od Sotuknanga poprzez drzwi na czubku ich głowy). Podróżowali na północny wschód, mijając większe wyspy, aż dotarli do czwartego świata. Kiedy dotarli do niego, wyspy zatonęły w oceanie.

#### Mikmakowie
W mitologii Mikmaków zło panujące pomiędzy ludźmi spowodowało, że zaczęli się zabijać nawzajem. To stało się powodem wielkiego smutku dla stworzyciela-słońca-boga, który płacząc zalał łzami Ziemię tak, że spowodowało to potop. Ludzie próbowali przetrwać unosząc się na barkach kanoe, ale przeżyła tylko para staruszków, mężczyzna i kobieta, którzy na nowo zaludnili Ziemię.
Podanie to posiadają także: Algonkini, Szejeni, Czirokezi, Dakotowie, Inuici (Herschel-Eiland), Huroni, Lenape, Menomini,

### Ameryka Środkowa

#### Majowie
W Ameryce Środkowej jedną z najstarszych relacji na temat potopu znaleźć można w majańskiej księdze Popol Vuh narodu Quiche.
Kataklizm dotknął pierwszych ludzi stworzonych przez bogów. Byli oni drewnianymi kukłami. Potrafili rozmnażać się, lecz nie mieli rozumu i nie oddawali czci swym bogom. Ci sprowadzili na nich wielką powódź. Powódź stała się karą za ich niedoskonałość. Opowieść ta, zdaniem Raphel Girard, jest symbolem zakończenia pierwszego etapu ewolucji człowieka i jego przejścia z koczowniczego trybu życia do zorganizowanych struktur społecznych.
W innej majańskiej księdze Chilam Balam z Jukatanu potop jest przyczyną zniszczenia pierwszego słońca Nahui-Atl. Zalanie ziemi trwało 52 lata. W kodeksie Chimalpopoca czytamy: 

Kiedy nadeszło Słońce Nahui-Atl, minęło czterysta lat, plus dwa wieki, plus siedemdziesiąt sześć lat. Wówczas wszyscy ludzie zginęli, potopili się lub zostali zamienieni w ryby. Niebo zbliżyło się do wody. W ciągu jednego dnia wszystko zginęło. Nawet góry pogrążyły się pod wodami. Woda zaś pozostała spokojna przez pięćdziesiąt dwie wiosny, po czym wymknęło się dwoje ludzi w pirodze

#### Inne plemiona
Prócz Indian tworzących amerykańskie cywilizacje, pamięć o potopie przetrwała wśród mniejszych plemion. Indianie Cora, żyjący w wysokich górach Nayarit w Meksyku, wierzyli, iż świat otoczony jest wodą, która zalała ziemie zaraz po jej powstaniu. Kataklizm spowodował wielki wąż żyjący w zachodnim morzu, symbolizujący nocne niebo. Po potopie pozostało jezioro Św. Teresy, znajdujące się na jednym z płaskowyżów. Dziś Indianie Cora wierzą, iż Wąż codziennie zabijany jest przez Gwiazdę Poranną, a jego ciało ofiarowane jest bogu słońcu, który swe niszczycielskie promienie zamienia w łaskę w postaci rosy. Cora wierzą, iż może nastać kolejny potop i z tego powodu w każde święto zwracają się do Gwiazdy Porannej, by ta chroniła ich przed wężem.
Wśród karaibskich Arawaków, świat został zniszczony przez potop wody i ognia wywołany przez trzy wielkie duchy Mokanaimy, Aimon-Kindi i Morereway, które walczyły między sobą.

### Ameryka Południowa
Obfitość różnych podań o potopie przechowywanych zwłaszcza przez plemiona górskie Ameryki Południowej zadziwiła Hiszpanów, którzy podjęli się gorliwego ich przebadania. Napisane na polecenie wicekróla Francisco de Toledo Informaciones (ok. 1570 r.) zawierają szczególnie bogaty ich zbiór.

#### Inkowie
W Ameryce Południowej najwyżej rozwiniętą cywilizacje tworzyli Inkowie.
W ich mitologii bogiem, który zesłał potop na ludzi, którzy nie odnosili się do niego właściwie, był Paricia (być może inne imię Pacha Kamaqa).
W inkaskich podaniach wywodzących się od Indian Ajmara Wirakocza Paczajaczaczi („Stwórca Wszystkiego”) pierwotnie stworzył olbrzymów. Uczynił ich z pomalowanych kamieni. To pierwsze stworzenie było niejako szkicem, nie posiadało słońca ani gwiazd, a olbrzymy przewyższały Wirakoczę znacznie wzrostem oraz nie miały dobrych manier. Z tego powodu stworzył ludzi wzrostu podobnego do niego, jak to jest i w obecnym czasie. Ponieważ ludzie ci nie byli wierni nakazowi Wirakoczy by go czcić, szanować, służyć mu oraz żyć moralnie i w zgodzie, to zesłał na nich klęski. Niektórzy zostali przemienieni w kamienie, inni w zwierzęta; jednych pochłonęło morze, innych zaś ziemia. W końcu nastąpiło uno pachacuti - „potop, który zgładził Ziemię”. Ocalała tylko dwójka ludzi. Po potopie Wirakocza stworzył na nowo zwierzęta i ludzi z gliny oraz stworzył księżyc i słońce.
Inną wersję legendy podawali inkascy Kipokamajokowie. Według nich, potop przetrwało tylko trzech sług boga, który stworzył potem ludzkość na nowo.

#### Pozostałe plemiona
Również wśród obecnie żyjących plemion Ameryki Południowej istnieją różne wersje potopu i jego konsekwencje. Przeważnie z kataklizmu ratuje się przedstawiciel gatunku, mężczyzna lub kobieta, rzadziej para, która daje początek nowej populacji. W podaniach Indian Botokudów podczas potopu wszyscy Botokudzi siedzieli na drzewach. Ci z nich, którzy zeszli po opadnięciu wody stali się ludźmi, a pozostali zamienili się w małpy. U Indian Chiriguano z potopu uratowała się młoda para, która w czasie kataklizmu przebywała w glinianym dzbanie. W naczyniu przechowali również nasiona wszystkich rodzajów roślin. Podobna wersja znajduje się u Yaruro, gdzie z potopu uratowało się dwóch mężczyzn oraz dwie kobiety
U Maina samotny uratowany mężczyzna, zamieszkał w chacie, gdzie co dzień dostarczały mu jedzenia dwie papugi, które następnie zamieniły się w dwie kobiety. Jedna z nich została służącą, a druga panią. Przez to, że mężczyzna wybrał panią na swoją małżonkę, kobiety obecnie są leniwe. Również i u Indian Patangoro z potopu uratował się jeden mężczyzna, któremu duch dostarczył kobietę. W podaniu Nambicuara uratowała się jedynie stara kobieta. Ludzie wywodzący się od niej zasiedlili później ziemię.
Według tradycji kolumbijskich Indian Kagaba, ze względu na rozwiązłe zachowanie ludzi, bogowie zniszczyli ziemię potopem. Jedynie prawy kapłan Mulkueikai został ostrzeżony przed potopem i ocalał wraz ze swoją rodziną, budując arkę, która osiadła na szczytach Sierra Nevada de Santa Marta.
U Mapuczów popularny jest mit o Trentren-Vilu i Caicai-Vilu – potop uczynił ogromny wąż, sprowokowany nieodpowiedzialnym zachowaniem ludzi na morzu.

## WAustralii
Poświadczono istnienie podań o potopie u Aborygenów z: Arnhem Land (północne Terytorium Północne), Maung (Wyspy Goulburn, Arnhem Land), Gunwinggu (północne Arnhem Land), Gumaidj (Arnhem Land), Manger (Arnhem Land), obszaru rzeki Fitzroy (zachodnia Australia), Mount Elliot (wybrzeże Queensland), zachodniej Australii, Andingari (Południowa Australia), Wiranggu (Południowa Australia), Narrinyeri (Południowa Australia), Wiktorii, okolic Jeziora Tyres (Wiktoria), Kurnai (Gippsland, Wiktoria), południowo-wschodniej Australii.

## WOceanii
W Oceanii podania o potopie odnotowano u Dajaków z Borneo, na Markizach, w Indonezji, na Nowej Zelandii, na Tahiti.
- Według podania z Wysp Banksa melanezyjski bohater Quat zbudował czółno na wzniesieniu i na nim oczekiwał ustania potopu[43].
- Według podania z Fidżi stwórca świata, wężowy bóg Degei rozgniewał się na dwóch braci z pierwszego pokolenia ludzi (którzy podobno mieli ogony) i postanowił ukarać ich wielką powodzią za zabicie jego najlepszego przyjaciela, jastrzębia Turukawy. Bracia próbowali ratunku wznosząc ostrokół, jednak morze wezbrało i pochłonęło ich schronienie. Wtedy obydwaj ukorzyli się i zaczęli błagać o przebaczenie. Degei ulitował się i zesłał im olbrzymią pomarańczę, która unosiła ich na wodzie. W tym kataklizmie zginęło całe pierwsze pokolenie ludzi (według niektórych[według kogo?] były to wyłącznie kobiety). Po opadnięciu wód pomarańcza osiadła na innej wyspie[44].
- Podanie z Hawajów przekazuje, że długo po śmierci pierwszego człowieka świat stał się przerażającym i złym miejscem[45]. Jedynym dobrym człowiekiem jaki pozostał był Nuʻu (Nuʻu-pale „Nuʻu modlący się”). Jego żoną była Lili-noe. Uratował się wraz z rodziną przed globalną powodzią, budując ogromne czółno z nadbudówką na pokładzie. Nuʻu zabrał ze sobą też psy, świnie, korzenie kava i orzechy kokosowe. Wody rozlały się nad całą ziemią i wszyscy ludzie zginęli; tylko Nuʻu wraz z rodziną pozostali przy życiu. W czasie gdy potop zaczynał ustępować, wielka łódź wylądowała na szczycie hawajskiej góry Mauna Kea. Następnie, gdy omyłkowo złożył ofiarę księżycowi z kava, świni i orzechów kokosowych, zszedł do niego z tęczy bóg Kāne i wytłumaczył mu błąd. Innym hawajskim podaniem odnoszącym się do potopu jest to mówiące o drzewie rosnącym nad Ka-wai-o-ulu („Wody Pokoleń”), które swoimi korzeniami skupia wody na jednym miejscu, nie dopuszczając, aby zatopiły one doliny[46].
- Na Polinezji podanie głosiło, że „papa” - ziemia została zalana w wyniku wojny, jaką w rozgniewaniu wytoczył bóg burzy swoim boskim braciom - bogu lasów, bogu oceanów i innym, którzy tak jak on byli synami uranicznego boga Rangi. Podanie wspomina o „Ua-Roa” - długim deszczu, który spowodował zalanie ziemi. Potem potop ustał i gdy woda opadła ukazały się wyspy Polinezji[44].

## Historyczność potopu

### Potop ogólnoświatowy
Zaistnienie ogólnoświatowego potopu w czasach współczesnych człowiekowi wielu uznaje za sprzeczne z biologią (rozmieszczenie i ewolucja gatunków) i geologią. Stanowisko świata naukowego nie zawsze było takie jak obecnie: dawniej osady polodowcowe uważano za ślad biblijnego potopu, dlatego plejstocen nazywano Dyluwium. W chwili obecnej kreacjoniści są grupą, która najsilniej wspiera pogląd o potopie ogólnoświatowym.

### Teoria Ryana-Pitmana

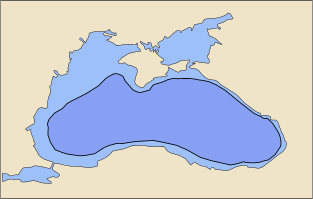
Morze Czarne obecnie (jasnoniebieskie) i w 5600 p.n.e. (ciemnoniebieskie) według kontrowersyjnej teorii Ryana-Pitmana.

Różni naukowcy uważają, że wydarzeniem, które przyczyniło się do powstania mitu o potopie w różnych kulturach, było zalanie terenów znajdujących się w obszarze Morza Czarnego ponad 8 tys. lat temu. Wydarzenie to miało być spowodowane dość szybkim roztopieniem się ogromnego lodowca Laurentide w Ameryce Północnej ok. 6730 r. p.n.e. Uwolniło to wielkie masy słodkiej wody i podniosło poziom oceanów o około 1,4 m. W wyniku tego nastąpiło przerwanie naturalnej bariery znajdującej się w miejscu obecnej cieśniny Bosfor i zalanie słodkowodnego zbiornika znajdującego się za tą barierą. Poziom wód w powstającym w ten sposób (szacunkowo w okresie 34 lat) Morzu Czarnym podniósł się o 155 metrów. W wyniku tego zdarzenia naukowcy podejrzewają, że nastąpił exodus mieszkających tam rolników i zasiedlenie Europy, która dotychczas miała być zasiedlona przez ludy łowiecko-zbierackie.

### Impakt
- W 1932 r. Harry St. John Philby natrafił na krater meteorytu Wabar w Arabii Saudyjskiej. Pierwsze szacunki datowały uderzenie na 4000 p.n.e. Uznawano, że mogło ono być przyczyną fali potopu. Później wiek fragmentów meteorytu został oszacowany na 3500 lat. Ostatecznie uderzenie, które nastąpiło w okolicach starożytnego miasta Irem, przyjmuje się, że nastąpiło 300-500 lat temu. W związku z czym teoria, jakoby meteoryt ten był przyczyną biblijnego potopu, stała się bezpodstawna.
- Inną teorią jest ta, że w czasach prehistorycznych (około 2800-3000 p.n.e.) kometa uderzyła w Ocean Indyjski tworząc podmorski trzydziestokilometrowy krater Burckle i powodując ogromną falę tsunami, która zalała obszary przybrzeżne.

### Potopy lokalne
Niektórzy geologowie wierzą, że przyczyną mitów mogły być dramatyczne, większe niż zwykle wylewy rzek. Jedną z ostatnich takich teorii jest teoria Ryana-Pitmana, która podlegała znaczącej dyskusji oraz której poświęcono artykuł w National Geographic w 2009 r. W artykule tym padło stwierdzenie, że zatapianie mogło być „całkiem łagodne”.
Mezopotamia
Na obszarze Mezopotamii znaleziono grube warstwy osadów oddzielających znaleziska archeologiczne w południowych miastach Ur, Kisz oraz Szuruppak, jednak zgodnie ze współczesnymi analizami archeologicznymi i lingwistycznymi owe powodzie nie są podstawą do uznania ich za biblijny potop.
Morze Czarne
Zdarzeniem na dużo większą skalę było wlanie się wód Morza Śródziemnego w nieckę dzisiejszego Morza Czarnego ok. 5600 p.n.e. (na tym zdarzeniu opiera się wspomniana powyżej teoria Ryana-Pitmana).
Tsunami na Morzu Śródziemnym
Około 1800-1500 lat p.n.e. wybuchł wulkan Santoryn na greckiej wyspie Santoryn, powodując wystąpienie ogromnej fali tsunami, której ślady odkryto m.in. na Krecie. Datowanie geologiczne wskazuje na okres 1630-1600 p.n.e., a datowanie archeologiczne na ok. 1500 p.n.e.
Mimo tego, że tsunami uderzyło na południowe Morze Egejskie i Kretę, nie dotknęło ono miast położonych w głębi Grecji, takich jak Mykeny, Ateny i Teby, dlatego wywarło ono raczej efekt lokalny, a nie regionalny.
Inną teorią jest pamięć społeczności starożytnych o zalanych przez morze terenach np. tzw. Oazie Zatokowej.